# Domingo Sastre Salas
Domingo Sastre Salas (Llorca, 1888 - Madrid, 1982). La seva trajectòria laboral va estar associada a la banca, començant a nivell local i arribant a dirigir el Banco Popular Español.

## Biografia
El relat de la seva vida empresarial es basa en l'ascens progressiu, graó a graó i des del no-res, fins a assolir el cim de la banca espanyola.
Durant la seva infància es va criar al costat del seu cosí Alfonso Salas, sota la tutela de la mare d'aquest últim, Maria Josefa, que aleshores era la tia de Domingo. Va començar a treballar en la sucursal de Llorca del Banc de Cartagena quan només comptava 14 anys i va trigar, segons va explicar ell mateix, quinze mesos -fins a juliol de 1904- a cobrar un sou, quan li van assignar trenta pessetes mensuals. En aquesta mateixa sucursal va arribar al lloc d'interventor, on va romandre fins a 1914, quan li van oferir el càrrec de director de la nova sucursal del banc a Totana, que decididament va acceptar.
Posteriorment, i després d'alguns anys més en el món de la banca, va temptar la sort a Portugal com a administrador de la societat d'Aguas Radium, però la seva passió pel seu anterior exercici va poder més i va abandonar aquest lloc per tornar novament a Espanya, concretament a Melilla, fins que el 1928 va ser nomenat director general del Banc Popular, càrrec que va exercir durant molts anys.
Una dada curiosa d'aquest il·lustre de Llorca és la seva afecció a la numismàtica. El 1973 va vendre la seva col·lecció de monedes -prop de 28.000 exemplars, de molt variades èpoques històriques i llocs d'encunyació- al Patrimoni Artístic Nacional per l'elevada suma de dos-cents milions de pessetes.

## Distincions
Llorca, la que va ser la seva ciutat natal, li va nomenar fill predilecte i li va atorgar la Medalla d'Or de la Ciutat i la Medalla de Plata al Treball.